# ملك الغيوم
«ملك الغيوم» (بالإنجليزية: King of the Clouds)‏ هي أغنية لبانيك! آت ذا ديسكو صدرت في 18 يونيو 2018 كثاني أغنية منفردة ترويجية من ألبوم الاستوديو السادس، «صل للشرير»، عبر فيولد باي رامن ودي سي دي 2 ريكوردز.

## خلفية وإصدار
كتب «ملك الغيوم» كل من المغني الرئيسي في بانيك! آت ذا ديسكو برندن يوري، سام هولاندر، جيك سنكلير، آليكس كريزوفيتش، سوزي شين. تولى جيك سنكلير وآليكس كريزوفيتش وسوزي شين الإنتاج. قام روب ميثس بتأليف مقطوعة الآلات الوترية في الأغنية وقاد عزفها، وقد سجلت في استديوهات آبي روود في لندن، إنجلترا.
صدرت الأغنية قبل أربعة أيام من ألبوم الاستوديو الذي يتضمنها، «صل للشرير»، وذلك يوم 18 يونيو 2018 من خلال فيولد باي رامن. استخدم مقطع قصير من الأغنية في نهاية فيديو يلخص جولة للفرقة على قناتها الرسمية في اليوتوب يوم 18 أبريل 2018. صدرت الأغنية أول مرة على الراديو في إذاعة Beats 1 ك'أسخن تسجيل في العالم حاليا' لزين لوي يوم 18 يونيو 2018.
قال برندن يوري في مقابلة مع زين لوي على Beats 1 أن الأغنية كادت أن لا تصدر كجزء من الألبوم بسبب التوقيت. أحضر المنتج جيك سنكلير الأغنية له في اليوم السابق لموعد انتهاء العمل على الألبوم، وعندما سمعها يوري وصفها بأنها «أكثر أغنية مدهشة أسمعها يوما». صرح المنتج المشارك آليكس كريزوفيتش «لم أحصل على الأجزاء التي احتجت أن اعمل عليها حتى الساعة 2:30 صباحا. وقد وجب علي إكمال العمل في ساعات قليلة فكنت أتعرق بشدة وأحاول أن أظل مستيقظا. عملنا حتى الساعة 4:30 صباحا وأكملنا العمل وقدمناها للميكساج في الوقت المطلوب».
تكونت أفكار كلمات الأغنية في حصة كتابة ثمل فيها يوري وظل يتحدث عن «كارل سيغن، الأكوان المتعددة، والسفر بين الأبعاد». كان شريك يوري في الكتابة سام هولاندر يكتب كل ما قاله يوري دون علم هذا الأخير وجلب له فكرة الأغنية بعد عدة أيام.
ذكر برندن يوري في عدة مقابلات أن «ملك الغيوم» هي أغنيته المفضلة في «صل للشرير» وهي أكثر أغنية "أتشوق لأدائها مباشرة". وصف يوري الأغنية بأنها "بوهيمية، ذاكرا أنها استلهمت من أغنية "بوهيميان رابسودي" لفرقة كوين التي تؤديها الفرقة دوما.

## لوائح

### لوائح أسبوعية
| لائحة (2018)                                | أعلى رتبة |
| ------------------------------------------- | --------- |
| أغاني روك ساخنة بالولايات المتحدة (بيلبورد) | 11        |

### لوائح نهاية السنة
| لائحة (2018)                                | رتبة |
| ------------------------------------------- | ---- |
| أغاني روك ساخنة بالولايات المتحدة (بيلبورد) | 71   |